# Балатонкенеше
Балатонкенеше (мађ. Balatonkenese) град је у западној Мађарској. Балатонкенеше је град у оквиру жупаније Веспрем.

## Географија

### Локација
Балатонкенеше се налази на североисточном делу језера Балатон, отприлике 100 km југозападно, док је седиште округа 25 km југоисточно од Веспрема, на висоравни Кенесеј. Има посебан положај међу балатонским насељима, јер је једино насеље на обали језера Балатон, осим Балатонакаратија, које није ни на јужној ни на северној обали. Читав источни басен Балатона до полуострва Тихањ се јасно види са високе обале, или са значајног дела директне обале, а по повољним временским условима пејзаж је спектакуларан у свим годишњим добима.
Горски део у југоисточном делу насеља наставља се теренским степеништем од 40 до 50 m у уском приобаљу, које је у 19. веку, и пре изградње  одбранбених насипа на приобаљу, представљало акумулациони простор наноса. Између две зоне различите висине у овом делу само на појединим местима постоји пролаз (као Мачкаторок, који се као висећа долина отвара према железници), према северозападу, рубни карактер престаје на значајном потезу од обала. Сам Балатон је релативно дубок уз обалу, плитки део типичан за јужну обалу овде не постоји. Ова специфична географска локација је делимично разлог за њен туристички значај (нпр. са становишта такмичења у једрењу и риболову).

## Историја
Историја Балатонкенеше датира из античких времена. Његово првобитно име је Кнеса (Knésa), што је реч панонскословенског порекла, што значи „помазаника“, односно „кнежева“, у присвојном падежу. Касније је промењено у Кенесе (Табула Хунгарие (Tabula Hungariae) објављена 1528. године такође га приказује под овим именом), а затим у Балатонкенеше.
На ово место су се окренуле татарске, касније турске хорде, успомену на ова историјска искушења чувају „настамбе“ уклесане у страну високе обале коју народно предање назива Татарликак. Године 1532. одржан је сабор у Кенешеу. Године 1846. пароброд Кишфалуди, са Иштваном Сечењијем на броду, први пут је пристао у Балатонкенеше.
Прва црква у месту је првобитно подигнута 1231. године на месту данашње реформаторске цркве, њен торањ је био у готичком стилу, а обновљен је у барокном стилу након турског разарања. Поред цркве постављена је плоча у знак сећања на проповедника Мартона Мошоњија, који је отеран 1700. године, али су га касније Куруци вратили. Католичка црква је саграђена у каснобарокном стилу 1819. године. Највеће звоно у торњу украшено је ликом краља Светог Иштвана и папе Орбана. Слику главног олтара (Свети Стефан приноси круну Девици Марији) цркви је поклонио Иштван Прибек. Фреске на таваници урадио је сликар Граитс Ендре 1907. године.
Од 1. јула 2009. године има статус града. 2010-их година покренута је иницијатива да се округ Балатонакаратја, који је постојао као самостално село до средине 20. века, осамостали. Након успешног референдума, 21. децембра 2012. године, Балатонакаратја је проглашена независним селом на дан општинских избора 2014. године, тако да некадашњи јужни део града више не припада Балатонкенешеу.

## Становништво
У време пописа 2011. године, 87,6% становника изјаснило се као Мађари, 1,5% као Немци, 0,2% као Роми и 0,2% као Румуни (12,4% се није изјаснило). 
Верска дистрибуција је била следећа: римокатолици 30,5%, реформисани 22,9%, лутерани 2%, гркокатолици 0,5%, неденоминациони 15,9% (27,6% се није изјаснило).